# Mochènes
Cet article concerne le peuple mochène. Pour la langue mochène, voir Mochène (dialecte).
Les Mochènes sont une ethnie d'origine germanique présente au Trentin-Haut-Adige en Italie du Nord. Ils sont ethniquement proche des Cimbres.
Ils parlent le mochène, une langue germanique et l'italien.

## Répartition géographique
Les Mochènes vivent dans la Vallée des Mochènes dans la province de Trente, dans les villages de Fierozzo (Vlarotz: 96.0%), Frassilongo (Garait: 95.2%) et Palù del Fersina (Palai en Bersntol: 95.3%).
Ils ont été reconnus comme minorité dans la région autonome du Trentin-Haut-Adige.

## Langue
Le mochène est une langue germanique du sous-groupe haut-allemand, issue du bavarois.
Il est parlé par environ 2 200 personnes.